# 井上りおん
井上 りおん（いのうえりおん、1985年 - ）は、日本の作曲家。担当楽器はピアノ。2007年より活動。東京で生まれ、千葉県で育った。

## 概要
3歳からピアノを始め、中学生の頃より作曲を始める。中学の夏休みの課題として作曲を選び、ピアノのオリジナル楽曲を提出し、校内で放送されたことから、作曲の楽しさに目覚める。
船橋市立旭中学校卒業。千葉県立千葉女子高等学校卒業。
19歳から22歳ころまで、音楽事務所にてDTMによる作曲を学ぶ。都内ライブハウス、路上にてライブを行う。
現在までに4枚のオリジナルアルバムをリリースしており、英語のみのアルバムはLion　Inoue名義となっている

## ラジオ
- 2020年6月 八王子FM77.5Mhz　最新インディーズ楽曲情報番組「DCチューンズ」にゲスト出演